# 中小路健吾
中小路 健吾（なかこうじ けんご、1973年〈昭和48年〉4月11日 - ）は、日本の政治家。京都府長岡京市長（3期）。元京都府議会議員（3期）。

## 来歴
京都府長岡京市生まれ。長岡京市立長岡第五小学校、長岡京市立長岡第四中学校、京都府立西乙訓高等学校、同志社大学法学部政治学科卒業。同志社大学大学院総合政策科学研究科修士課程修了。大学院修了後、民主党の前原誠司衆議院議員の秘書を務める。
2003年、京都府議会議員選挙に長岡京市・乙訓郡選挙区から民主党公認で出馬し、初当選した。以後、3期11年にわたり京都府議会議員を務め、2012年3月から2014年2月まで民主党京都府総支部連合会幹事長。
2014年10月、民主党を離党し、同年11月に長岡京市長選挙に出馬する意向を表明。11月5日、京都府議会で辞職願を提出し、許可された。2015年1月14日投開票の長岡京市長選挙に無所属（連合京都推薦）で立候補。自民党・公明党の推薦を受けた前長岡京市議会議長の冨岡浩史、共産党推薦の女性新人ら2候補を破り、当選した。同年1月18日、市長就任。
2019年1月の市長選では大差で再選を果たした。
2023年1月15日投開票の市長選挙で3選。

## 市政
- 2020年9月9日、長岡京市議会の「議員政策研究会」は、LGBTなど性的少数者のカップルが婚姻に相当する関係にあると認める「パートナーシップ宣誓制度」の導入などを柱とする提言書を中小路と市教育長に提出[10]。さらに長岡京市議会は9月23日、全国で初めて、同性婚法制化に向けた議論を進めるよう政府や国会に求める意見書を全会一致で採択した[11]。これらの動きを受けて同年12月9日、市は「パートナーシップ宣誓制度」の2021年度中の導入を目指すことを明らかにし[12]、2021年6月1日に制度を開始した[13]。